# Лагун, Леонид Леонидович
Леонид Леонидович Лагун (бел. Леанід Леанідавіч Лагун; род. 22 июня 1978, Минск) — белорусский футболист и тренер. Играл на позиции полузащитника.

## Клубная карьера
Молодёжную карьеру провёл в минском «Торпедо». Профессиональную начал в команде «Смена» Минск. В 1996 году перешёл в другой столичный клуб — «Звезда».
В 1997 году перешёл в борисовский БАТЭ. Дебютировал за клуб 31 мая в матче Первой лиги против витебского «Локомотива». Сезон 2000 стал самым успешным для Лагунаː 11 забитых голов в 28 матчах.
В 2001 году перешёл в московское «Торпедо». В первом сезоне Лагун принял участие в трёх матчах, во втором — в одном (оба раза клуб занимал 4-е место в чемпионате). В 2003 году играл за «Томь» и помог команде взять бронзовые награды Первого дивизиона. Следующий сезон провёл в клубе «СКА-Энергия».
Один матч в 2005 году провёл за солигорский «Шахтёр». В следующем году 11 матчей защищал цвета брянского «Динамо». Карьеру завершил, сыграв один матч за «Витебск» в 2007 году. В 2009 году был играющим тренером клуба «Руденск». выступавшего во второй лиге Белоруссии.

### Тренерская карьера
С 17 июня по 23 августа 2018 года возглавлял тренерский штаб «Торпедо» (Минск). С 1 февраля 2019 года работал тренером в тренерском штабе ФК «Слоним-2017». В 2020 году покинул команду и в начале 2021 года стал главным тренером «Смолевичей». В мае 2022 года был назначен на должность главного тренера клуба «Макслайн» (Рогачёв).